# 해밀턴 (2020년 영화)
《해밀턴》(영어: Hamilton)는 2020년 공개된 미국의 뮤지컬 영화로, 린마누엘 미란다가 연출한 동명 브로드웨이 뮤지컬을 영화로 편집한 것이다. 해당 뮤지컬은 론 처노가 쓴 미국 건국의 아버지 알렉산더 해밀턴 전기문을 극화한 것이다.
2020년 7월 3일 디즈니플러스를 통해 공개될 예정이다.

## 원작 뮤지컬 《해밀턴》
린마누엘 미란다가 지휘한 브로드웨이 뮤지컬 《해밀턴》은 미국 초대 재무장관 알렉산더 해밀턴을 중심으로 미국 건국 초기의 역사를 다룬다. 힙합, 알앤비 등 다양한 장르의 음악을 조합해 큰 인기를 끌었다. 2016년 토니상에서 최우수 작품상 등 11관왕을 달성했고 같은 해 퓰리처상 드라마 부문을 수상하기도 했다.
영화는 뉴욕 맨해튼의 리처드 로저스 극장 실황 무대를 스크린으로 옮겼다. 월트 디즈니 픽처스에서 약 7천 5백만 달러를 지불하고 상영 판권을 획득했다.

## 출연진
- 린마누엘 미란다 - 알렉산더 해밀턴
- 레슬리 오덤 주니어 - 에런 버
- 필리파 수 - 일라이자 해밀턴
- 러네이 엘리스 골즈베리 - 앤젤리카 스카일러
- 크리스토퍼 잭슨 - 조지 워싱턴
- 더비드 디그스 - 라파예트 후작, 토머스 제퍼슨
- 오키에리에테 오나오도완 - 허큘리스 멀리건, 제임스 매디슨
- 앤서니 라모스 - 존 로런스, 필립 해밀턴
- 재스민 시퍼스 존스 - 페기 스카일러, 마리아 레이놀즈
- 조너선 그로프 - 조지 3세